# 博人传-火影次世代-
《BORUTO-火影新世代-NARUTO NEXT GENERATIONS-》（日語：BORUTO-ボルト- -NARUTO NEXT GENERATIONS-）是岸本齊史負責監修、池本幹雄負責作畫、小太刀右京負責劇本的日本漫畫作品。《週刊少年Jump》（集英社》2016年23號至2019年28號以每月1話的形式連載，之後移刊到月刊《V Jump》2019年9月號繼續連載。再往後从2023年10月号开始以BORUTO -火影新世代- -雙藍旋渦-为名连载。
故事主軸是描寫《火影忍者疾風傳》之後的劇情，本作主角為前作主角漩渦鳴人的兒子漩渦慕留人，慕留人與他的夥伴們這些新世代的忍者們如何在現代化程度突飛猛進的時代中，走出不同於前代主角們的忍道。
2017年4月5日起，同名動畫於東京電視台播出。但故事是從比漫畫更早，從慕留人他們剛進入忍者學校就讀時開始描述。此外，也有衍生小說與遊戲上市。臺灣中文版由東立出版社發行，香港中文版由正文社發行。

## 作品簡介
《火影忍者》在2014年連載結束時，集英社請求原作者岸本齊史為《火影忍者》的續篇執筆時，岸本回應：「因為畫過了所以我不畫，如果要畫就交給池本。」，所以由長年作為岸本的助手的漫畫家池本幹雄擔任作畫，岸本擔任原作監修。
集英社開設「NEXT GENERATIONS」的網站用來宣傳本作。2015年12月，宣布了《慕留人-火影忍者新世代-》連載開始，岸本也希望本作能超越《火影忍者》。《慕留人-火影忍者新世代-》的編劇小太刀右京在2015年創作了輕小說《火影忍者 我愛羅秘傳 砂塵幻想》，並擔任動畫電影《火影忍者劇場版：慕留人》的劇本協力。除了作為本作的劇本之外，也擔任動畫的故事監修。岸本還擔任動畫第8集與第9集動畫的導演。小太刀解釋，本作隨著劇情發展會出現比《火影忍者》更多的科學知識，是因為自己受到擔任醫師的父親影響。將忍術與科技結合的想法，則是受到科幻角色扮演遊戲的啟發。
儘管岸本會幫忙修改漫畫的場景，但他還是建議池本以自己的畫風創作，而不是模仿他的畫風。池本表示對自己的畫風感到有自信。儘管知道《火影忍者》的讀者可能會對不是岸本親自創作感到失望，但是池本表示，他會盡全力創作漫畫。池本表示很榮幸擔任《慕留人-火影忍者新世代-》的作畫，對於本作每月連載一話，而不是每週一話對此表示感謝，因為週刊每話將近20頁的數量會帶他不小壓力。但是，他仍然發現月刊連載也具有挑戰性。《慕留人-火影忍者新世代-》每話通常超過40頁；草稿需要一個星期，創作一話就需要20天，其餘時間用於為處理顏色深淺以及修整。在描繪人物時，池本認為慕留人的臉部表情會隨著故事的發展而產生了變化。最初，慕留人與其他角色互動時眼睛較為張大，當慕留人與川木交談時，他的外表會變得比較嚴肅。
儘管本作的劇情風格比起《火影忍者》較為轻鬆許多，但是本作的開始暗示了沉重的未來。岸本打算利用這種手法，讓更多讀者關注漫畫的劇情走向，並使用不同於《火影忍者劇場版：慕留人傳》中的方法。在這種情況下，池本畫出青年時期的慕留人，不過他認為一旦漫畫到了那時候，這種設計可能會改變。池本幹雄在2019年初表示，慕留人與川木之間的關係將是本作劇情的最大關鍵，所以故事會因此不斷發展，直到他們雙方彼此展開戰鬥。池本於2019年2月接受外媒訪問談到對於《慕留人-火影忍者新世代-》系列計劃長度時表示：「我的首要任務是完成《慕留人-火影忍者新世代-》整個故事。這就是說，我不會把故事延展得太長。因為本傳《火影忍者》已經有長達72冊的故事，我想在30冊以內完成這個故事，以保證《火影忍者》的故事在100冊以內」。小太刀右京在《慕留人-火影忍者新世代-》與後冷戰時期之間進行了比較，指出雖然本作角色生活在和平時代，但是即將發生的重大事件可能會使整個世界陷入混亂。
儘管岸本齊史並不負責構思本作劇情，但他還是創造了多個角色以供工作人員使用。岸本齊史沒有明確說明鳴門或著其他重要角色是否在本作會死去的可能，但他發現這種情況會很有趣。並接著說，編劇可以自由寫出自己想到的故事。

## 世界觀
故事的序幕是從木葉忍者村陷入毀滅狀態，已經成長為青少年的慕留人與站在火影顏岩的神祕青少年川木對決的場景開始。
在電視動畫版的第24集表明故事年代是在《火影忍者》的第四次忍界大戰之後經過15年的時間點。
作為戰後的各國對軍事技術進行民生應用的結果，全世界進入了出現了電視、個人電腦等電子產品以及速食產業，還有鐵道等交通設施的高速現代化。與表面上的和平相反，長時間的和平時期導致年輕一代作為忍者的意志以及實力都不足，國境邊界的治安惡化，忍者五大國以外的小國的情勢不安定都有著經濟快速增長，隨之而來的貧富差距的嚴重問題。

## 故事剧情
第四次忍界大战结束后15年，忍者世界也邁向嶄新的时代。鸣人与雏田结为夫妻，并育有漩涡博人与漩涡向日葵。

### 中忍考試篇
- 漫畫：第1卷第1話－第3卷第10話／動畫：第51集－第66集

博人与佐助和小樱的女儿宇智波莎罗娜、大蛇丸培养出的孩子巳月同属木叶丸领导的忍者小队。因为父亲忙于火影有关的工作而忽视家庭，甚至连向日葵的生日会都没能回来参加的缘故，博人十分讨厌自己的父亲鸣人。在佐助回到村子来与鸣人商讨威胁大筒木辉夜的事情时，博人遇到了佐助，并为了“战胜自己的老爸”拜其为师。但是，博人为了赢得父亲的注意，在中忍考试中使用了被禁止使用的科学忍具，导致他与奈良鹿代的对战被判为失去資格。博人为此责怪父亲平日忙于工作，但却被大筒木金式与大筒木桃式的突然袭击打断了。金式与桃式正是佐助此前叮咛鸣人要提防的二人，他们此次前来是为了夺取鸣人体内的九尾来复活第四次忍界大战遗留的神树。鸣人为了保护中忍考试会场的众人被金式与桃式捉走，而博人这时才醒悟过来，并随佐助与其他四影一起去异空间营救父親。在异空间的交战中，桃式因為忍術的弱點暴露而遭众人的體術圍攻壓制住。於是他将金式吸收，讓力量暴增了數倍。與久違聯手的鳴人和佐助展開了一場激烈無比的肉搏戰。最终，在佐助发动佯攻时，博人父子倆共同制造了一个巨大的螺旋丸，将桃式击败。桃式在临死前将时间凍結，并告诫博人未来将会命运多舛。在桃式碰觸博人后，博人手上多了一个菱形的印「楔」，自知前途未卜，但依旧决心前行。

### 狢強盜團篇
- 漫畫：第3卷第11話－第4卷第15話／動畫：第137集－第156集

慕留人接到了护卫火之国大名的儿子天道的任务，花了很长时间教会了他使用手里剑，两人成为了好朋友，天道卻被被盜賊集團「狢強盜團」當作勒索贖金的目標，當天道被绑架後。博人放弃了原本的B级任务，在危急时刻赶到天道身边，佐良娜、巳月隨後也赶到现场，众人合力打倒「狢強盜團」的首領証城寺。

### 「容器」篇
- 漫畫：第5卷第16話－第7卷第25話／動畫：第177集－第189集

博人手上的印记引出了新的组织「壳」。慕留人一行人為了執行任務而前往科學忍具研究所，在那裡遇見了方助以及以前的同學菫之後開始進行科學忍具的測試，中途接到鳴人的通知前往木葉丸失聯的地方，方助也跟著前往。同時間「殼」派出了外陣的青回收「容器」，而慕留人一行人在找到木葉丸與青正面交戰，最後成功打倒了青。

### 川木篇
- 漫畫：第7卷第26話－第15卷第57話／動畫：第190集－第220集

川木篇：「殼」激烈衝突（漫畫：第7卷第26話－第10卷第39話／動畫：第190集－第205集）
在打倒了青之後，慕留人一行人與果心居士發生戰鬥，途中慕留人發動「楔」的力量讓果心居士感到驚訝便選擇撤退。慕留人一行人在回去的路上遇見一名從「殼」逃出的少年川木，並解決來自「殼」的追兵之後將川木帶到木葉忍者村。
川木篇：大筒木覺醒（漫畫：第11卷第40話－第15卷第57話／動畫：第206集－第220集）
慕留人小組打敗來自「殼」的博羅以及奪回鳴人，川木回歸木葉隱村之際，新的來訪者——「殼」陣營的科學家雨戶主動來到木葉“避難”，說著可以提供進一步了解神秘組織「殼」的情報還有大筒木一族的秘密......於此同時「殼」的內部由於內陣發生變動，協助者果心居士發起與首領次元談判並且引發衝突......

### 科德襲來篇
- 漫畫：第15卷第56話－第18卷第68話／動畫：第287集－293集

| 篇章標題               | 篇章標題              | 漫畫                                       | 漫畫                               | 動畫             | 小說                                           |
| 篇章標題               | 篇章標題              | 收錄卷數                                   | 收錄話數                           | 動畫             | 小說                                           |
| ---------------------- | --------------------- | ------------------------------------------ | ---------------------------------- | ---------------- | ---------------------------------------------- |
| 忍者學校入學篇         | 忍者學校入學篇        | 不適用                                     | 不適用                             | 第1集－第18集    | 第1卷－第3卷                                   |
| 宇智波紗羅妲篇         | 宇智波紗羅妲篇        | 《火影忍者外傳～第七代火影與緋色的花月～》 | 第700+1話－第700+10話              | 第19集－第24集   | 不適用                                         |
| 修學旅行篇             | 修學旅行篇            | 不適用                                     | 不適用                             | 第25集－第32集   | 第4卷                                          |
| 忍者學校畢業篇         | 忍者學校畢業篇        | 不適用                                     | 不適用                             | 第33集－第37集   | 第5卷                                          |
| 下忍篇                 | 下忍篇                | 第1卷                                      | 〈火影忍者外傳～滿月照耀的道路～〉 | 第38集－第41集   | 不適用                                         |
| 白夜團篇               | 白夜團篇              | 不適用                                     | 不適用                             | 第42集－第50集   | 不適用                                         |
| 中忍考試篇             | 中忍考試篇            | 第1卷－第3卷                               | 第1話－第10話                      | 第51集－第66集   | 不適用                                         |
| 超級蝶蝶蝶模式篇       | 超級蝶蝶蝶模式篇      | 不適用                                     | 不適用                             | 第67集－第70集   | 不適用                                         |
| 巳月失蹤篇             | 巳月失蹤篇            | 不適用                                     | 不適用                             | 第71集－第92集   | 不適用                                         |
| 親子之日篇             | 親子之日篇            | 不適用                                     | 不適用                             | 第93集－第95集   | 《火影忍者 鳴人新傳 親子之日》                 |
| 咒印感染篇             | 咒印感染篇            | 不適用                                     | 不適用                             | 第96集－第105集  | 不適用                                         |
| 湯煙忍法帖篇           | 湯煙忍法帖篇          | 不適用                                     | 不適用                             | 第106集－第115集 | 《火影忍者 木葉新傳 湯煙忍法帖》               |
| 木葉丸之戀篇           | 木葉丸之戀篇          | 不適用                                     | 不適用                             | 第116集－第119集 | 不適用                                         |
| 一尾護衛篇             | 一尾護衛篇            | 不適用                                     | 不適用                             | 第120集－第126集 | 不適用                                         |
| 時間旅行篇             | 時間旅行篇            | 不適用                                     | 不適用                             | 第127集－第136集 | 不適用                                         |
| 狢強盜團篇             | 狢強盜團篇            | 第3卷－第4卷                               | 第11話－第15話                     | 第137集－第156集 | 不適用                                         |
| 「殼」始動篇           | 「殼」始動篇          | 不適用                                     | 不適用                             | 第157集－第176集 | 不適用                                         |
| 「容器」篇             | 「容器」篇            | 第5卷－第7卷                               | 第16話－第25話                     | 第177集－第189集 | 不適用                                         |
| 川木篇                 |                       |                                            |                                    |                  |                                                |
| 川木篇：「殼」激烈衝突 | 第7卷－第10卷         | 第26話－第39話                             | 第190集－第205集                   | 不適用           |                                                |
| 川木篇：大筒木覺醒     | 第11卷－第15卷        | 第40話－第57話                             | 第206集－第220集                   | 不適用           |                                                |
| 中忍再考試篇           | 中忍再考試篇          | 不適用                                     | 不適用                             | 第221集－第232集 | 不適用                                         |
| 霧隱大海戰篇           | 霧隱大海戰篇          | 不適用                                     | 不適用                             | 第233集－第260集 | 不適用                                         |
| 川木·向日葵忍者學校篇  | 川木·向日葵忍者學校篇 | 不適用                                     | 不適用                             | 第261集－第273集 | 不適用                                         |
| 迷宫遊戲篇             | 迷宫遊戲篇            | 不適用                                     | 不適用                             | 第274集－第281集 | 不適用                                         |
| 佐助烈傳篇             | 佐助烈傳篇            | 不適用                                     | 不適用                             | 第282集－第286集 | 《火影忍者 佐助烈傳 宇智波的後裔與天球的星塵》 |
| 科德襲來篇             | 科德襲來篇            | 第15卷－第18卷                             | 第56話－第68話                     | 第287集－第293集 | 不適用                                         |

## 登場角色
這裡只簡單介紹一部分的角色。其他角色請參考上方的角色條目。
漩渦慕留人
本作的第一男主角，亦是中心人物。「第七代火影」漩渦鳴人與日向雛田的兒子，目標是成為像宇智波佐助一樣支撐著木葉忍者村的忍者。
宇智波佐良娜
本作的女主角。宇智波佐助與春野櫻的女兒，目標是成為像「第七代火影」漩渦鳴人一樣守護著木葉忍者村的火影。
巳月
本作男主角之一。大蛇丸的兒子，將慕留人視為自己的「太陽」而跟在他身邊持續觀察著。
「第七代火影」漩渦鳴人
前作的主角。木葉忍者村的第七代火影，第四次忍界大戰的英雄。
宇智波佐助
前作主角之一，隸屬支援第七代火影的暗部，鳴人最好的朋友，第四次忍界大戰的英雄。
简要人物关系（点击后再放大）

## 用語

### 忍者的能力
楔（楔（カーマ））
在打倒桃式後出現在慕留人的右手手掌上的菱形印記。
总的概括是被压缩的「大筒木的备份文件」，经过长时间一点点「解冻」，被烙下刻印的人身体就会被替换成大筒木，取代那个人格完成自己复活。「解冻」后大筒木数据会融入全身，楔最终消失。初步明显身体特征变化是会长出角，以及楔会像纹身一样扩展全身。除了能夠釋放出強大的力量之外，還可以吸收忍術以及治癒身體，但是缺點是太過消耗體力而難以控制力量。无法吸收来自自然界「火焰山」的真火。过度使用后，会被大筒木短暂地控制意识。
除了慕留人外，还有川木的左手左掌上也因為「殻」的人體實驗而刻上，「壳」的首领慈弦身上也因为大筒木一式附身后出现。
器
即「容器」，被烙下「楔」印记的人类（类似前作出现的“人柱力”）。关于「器」的选定，对用「楔」完成大筒木的复活起到最关键因素。大筒木太过强大的查克拉，于普通人勉强转生的话过几天就会死，因此需要时间准备适合自己转生的容器。

### 地理
央海（央海（おうかい））
火之國與水之國之間的廣大海域。有定期營運的商業客船維持兩國之間的交通往來。火之國與水之國以及同樣位於該海域的波之國與海之國簽訂和平條約，隨著波之國與海之國的勢力擴大，形成水之國的大名不滿意和平條約的緊張狀態。

### 組織
雷門公司（雷門カンパニー（かみなりもんカンパニー））
雷門電氣的父親雷門越歷經營的公司，第四次忍界大戰後創立的木葉忍者村第一大企業。在電子產品、鐵道事業以及飲食產業都多有所涉及。
雷漢堡（雷バーガー（かみなりバーガー））
第四次忍界大戰後創立的速食店。慕留人與他的同期夥伴經常聚會的場所。
警務部（警務部（けいむぶ））
第四次忍界大戰後在木葉忍者村運作的組織。主要業務是維持村子的治安，預防犯罪以及取締案件的警察組織。在發生重大案件時會向木葉的忍者請求支援。
前身是宇智波一族率領的「宇智波警務部」，警務部的徽章仍然採用宇智波一族的家紋。

### 道具
科學忍具（科学忍具（かがくにんぐ））
結合現代科技的新型忍具的總稱。由木葉忍者村率先開發，但是一部分的技術已經外流到「殻」。
忍籠手（忍籠手（しのびごて））
戴在手腕上的護手型忍具。能預先將忍術裝填到滾動式彈匣，保存之後隨時可以使用。能使用術者封入彈匣的忍術，發揮出在自己之上的力量，由於很難控制方向所以也很危險。
沉默（シジマ）
通過發出特定波長的聲波來抵消在一定範圍內的空間中產生的聲音的裝置。
煙閃光彈（煙閃光弾（けむりせんこうだん））
將煙霧彈與閃光彈這兩者結合而開發的忍具，以強烈的聲光使對方的感覺麻痺。
查克拉刀（チャクラ刀（チャクラとう））
吸收使用者的查克拉而形成查克拉的刀身，試作品有在使用中會大量消耗查克拉的缺點。
御鏡無人機（御鏡ドローン（みかがみドローン））
一種透過查克拉來遙控的圓盤式無人機。從上空用大砲進行攻擊。
雷車（雷車（らいしゃ））
對應現實中的交通工具電車（電聯車以及採用電力機車作爲火車頭的火車）。
唐鋤（からすき）
大筒木一族的寶具，外观像海龟。充值使用者輸入的查克拉後啟動，功能是輸入特定的座標與時間後就能進行時間旅行。每次啟動都必須輸入查克拉。有自我意識。
激・忍繪卷（激・忍絵巻（げき・しのびえまき））
在慕留人這個世代的男性之間流行的集換式卡片遊戲 ，通稱「激繪卷」。有歴代著名的忍者的卡片存在（例如，漩渦鳴人、大蛇丸、油女志乃）。
忍者格鬥（シノビバウト）
卡片遊戲的一種，卡片的玩法與現實的UNO相似。

## 出版書籍

### 漫畫
《BORUTO 火影新世代 －NARUTO NEXT GENERATIONS－》（日語：BORUTO -ボルト- -NARUTO NEXT GENERATIONS-）由小太刀右京擔任劇本，並由池本幹雄擔任作畫。於2016年5月9日在集英社的少年漫畫雜誌《週刊少年Jump》23號開始連載，一直連載到2019年6月10日發行的28號，之後移籍到7月20日發行《V Jump》9月號繼續連載。原作者岸本齊史擔任漫畫的監修，該漫畫由他的前助手池本幹雄作畫，並由《火影忍者劇場版：慕留人》的劇本協力描寫劇情。為了將整個《火影忍者》傳說保持在100卷之內，池本希望將漫畫控制在到30卷之內。於2017年3月開始《最強Jump》連載的外傳漫畫《慕留人-最強衝鋒世代-》發行單行本。
| 集數 | 集英社 | 集英社        | 集英社                 | 東立出版社       | 東立出版社     | 東立出版社             | 正文社           | 正文社         | 正文社                 |
| 集數 | 副標題 | 發售日期      | ISBN                   | 副標題           | 發售日期       | ISBN                   | 副標題           | 發售日期       | ISBN                   |
| ---- | ------ | ------------- | ---------------------- | ---------------- | -------------- | ---------------------- | ---------------- | -------------- | ---------------------- |
| 1    |        | 2016年8月9日  | ISBN 978-4-08-880756-0 | 漩渦慕留人!!     | 2016年12月21日 | ISBN 978-986-482-248-5 | 渦卷螺釘!!       | 2016年10月4日  | ISBN 978-988-8297-79-5 |
| 2    |        | 2016年12月7日 | ISBN 978-4-08-880827-7 | 混帳老爸…!!      | 2017年3月29日  | ISBN 978-986-482-249-2 | 臭老爸…!!        | 2017年2月6日   | ISBN 978-988-8298-13-6 |
| 3    |        | 2017年5月2日  | ISBN 978-4-08-881078-2 | 我的故事…!!      | 2017年7月14日  | ISBN 978-986-486-291-7 | 我的故事…!!      | 2017年7月6日   | ISBN 978-988-8298-36-5 |
| 4    |        | 2017年11月2日 | ISBN 978-4-08-881227-4 | 殺手鐧的價值!!   | 2018年1月25日  | ISBN 978-957-26-0162-4 | 王牌的價值!!     | 2018年1月23日  | ISBN 978-988-8298-79-2 |
| 5    |        | 2018年5月2日  | ISBN 978-4-08-881413-1 | 「青」           | 2018年7月17日  | ISBN 978-957-26-1259-0 | 「青」           | 2018年7月18日  | ISBN 978-988-8503-09-4 |
| 6    |        | 2018年10月4日 | ISBN 978-4-08-881656-2 | 「楔」           | 2019年1月3日   | ISBN 978-957-26-2072-4 | 「楔」           | 2018年12月19日 | ISBN 978-988-8503-32-2 |
| 7    |        | 2019年2月4日  | ISBN 978-4-08-881722-4 | 川木             | 2019年5月2日   | ISBN 978-957-26-2892-8 | 川木             | 2019年4月25日  | ISBN 978-988-8503-44-5 |
| 8    |        | 2019年6月4日  | ISBN 978-4-08-881865-8 | 怪物…!!          | 2019年9月9日   | ISBN 978-957-26-3667-1 | 怪物…!!          | 2019年10月15日 | ISBN 978-988-8503-81-0 |
| 9    |        | 2019年10月4日 | ISBN 978-4-08-882081-1 | 看你自己         | 2020年3月13日  | ISBN 978-957-26-4301-3 | 全看你自己       | 2019年12月31日 | ISBN 978-988-8503-85-8 |
| 10   |        | 2020年1月4日  | ISBN 978-4-08-882193-1 | 危險人物         | 2020年5月15日  | ISBN 978-957-26-4758-5 | 危險的傢伙       | 2020年3月19日  | ISBN 978-988-8503-95-7 |
| 11   |        | 2020年5月13日 | ISBN 978-4-08-882290-7 | 「新生第七班」   | 2020年9月18日  | ISBN 978-957-26-5320-3 | 「新第七班」     | 2020年8月12日  | ISBN 978-988-8504-09-1 |
| 12   |        | 2020年9月4日  | ISBN 978-4-08-882412-3 | 真身             | 2020年12月25日 | ISBN 978-957-26-5822-2 | 真面目           | 2021年1月14日  | ISBN 978-988-8504-22-0 |
| 13   |        | 2021年1月4日  | ISBN 978-4-08-882537-3 | 活祭品           | 2021年6月11日  | ISBN 978-957-26-6382-0 | 活祭品           | 2021年5月14日  | ISBN 978-988-8504-28-2 |
| 14   |        | 2021年4月30日 | ISBN 978-4-08-882645-5 | 繼承者           | 2022年1月20日  | ISBN 978-957-26-6947-1 | 繼承者           | 2021年8月26日  | ISBN 978-988-8504-36-7 |
| 15   |        | 2021年9月3日  | ISBN 978-4-08-882774-2 | 笨蛋與剪刀與渾蛋 | 2022年2月18日  | ISBN 978-957-26-7838-1 | 笨蛋與剪刀與混蛋 | 2021年12月31日 | ISBN 978-988-8504-41-1 |
| 16   |        | 2022年1月4日  | ISBN 978-4-08-882893-0 | 瘋狂             | 2022年8月22日  | ISBN 978-957-26-8599-0 | 瘋狂             | 2022年6月22日  | ISBN 978-988-8504-47-3 |
| 17   |        | 2022年5月2日  | ISBN 978-4-08-883112-1 | 龜裂             | 2023年5月11日  | ISBN 978-957-26-9498-5 | 裂痕             | 2022年9月2日   | ISBN 978-988-8504-54-1 |
| 18   |        | 2022年9月2日  | ISBN 978-4-08-883247-0 | 礙事的人         | 2023年9月21日  | ISBN 978-626-347-368-3 | 礙事者           | 2023年1月18日  | ISBN 978-988-8504-57-2 |
| 19   |        | 2023年2月3日  | ISBN 978-4-08-883382-8 | 神的領域         | 2024年4月25日  | ISBN 978-626-360-379-0 | 神之領域         | 2023年4月26日  | ISBN 978-988-8504-61-9 |
| 20   |        | 2023年6月2日  | ISBN 978-4-08-883532-7 | 全能             | 2024年9月12日  | ISBN 978-626-372-520-1 | 全能             | 2023年11月1日  | ISBN 978-988-8504-67-1 |

《BORUTO-火影新世代-雙藍旋渦-》（日語：BORUTO -ボルト- -TWO BLUE VORTEX-）由岸本齊史擔任劇本，並由池本幹雄擔任作畫，接續《BORUTO 火影新世代 －NARUTO NEXT GENERATIONS－》三年之後劇情。
| 集數 | 集英社 | 集英社       | 集英社                 | 東立出版社 | 東立出版社 | 東立出版社 | 正文社 | 正文社         | 正文社                 |
| 集數 | 副標題 | 發售日期     | ISBN                   | 副標題     | 發售日期   | ISBN       | 副標題 | 發售日期       | ISBN                   |
| ---- | ------ | ------------ | ---------------------- | ---------- | ---------- | ---------- | ------ | -------------- | ---------------------- |
| 1    |        | 2024年2月2日 | ISBN 978-4-08-883824-3 |            |            |            | 螺釘   | 2024年12月19日 | ISBN 978-988-8504-86-2 |
| 2    |        | 2024年5月2日 | ISBN 978-4-08-884073-4 |            |            |            |        |                |                        |
| 3    |        | 2024年9月4日 | ISBN 978-4-08-884178-6 |            |            |            |        |                |                        |
| 4    |        | 2025年2月4日 | ISBN 978-4-08-884361-2 |            |            |            |        |                |                        |
| 5    |        | 2025年7月4日 | ISBN 978-4-08-884516-6 |            |            |            |        |                |                        |

### 小說
- 岸本齊史・池本幹雄・小太刀右京（原作）・重信康（第1集〜第3集,第5集）、三輪清宗（Team Barrel roll）（第4集）《BORUTO ─慕留人─ ─NARUTO NEXT GENERATIONS─ NOVEL》集英社〈JUMP j BOOKS〉，全5集。[23]。

| 集數 | 集英社 | 集英社        | 集英社                 | 東立出版社           | 東立出版社    | 東立出版社             |
| 集數 | 副標題 | 發售日期      | ISBN                   | 副標題               | 發售日期      | ISBN                   |
| ---- | ------ | ------------- | ---------------------- | -------------------- | ------------- | ---------------------- |
| 1    |        | 2017年5月2日  | ISBN 978-4-08-703419-6 | 木葉新芽在藍天翱翔！ | 2018年2月5日  | ISBN 978-957-260-541-7 |
| 2    |        | 2017年7月4日  | ISBN 978-4087034219    | 影之呼喚！           | 2018年5月7日  | ISBN 978-957-260-873-9 |
| 3    |        | 2017年9月4日  | ISBN 978-4-08-703426-4 | 照亮忍者夜晚之人！   | 2018年7月26日 | ISBN 978-957-261-173-9 |
| 4    |        | 2017年11月2日 | ISBN 978-4-08-703435-6 | 修學旅行血風錄！     | 2019年1月7日  | ISBN 978-957-261-840-0 |
| 5    |        | 2018年1月4日  | ISBN 978-4-08-703442-4 | 忍者學校的最後一天！ | 2019年11月4日 | ISBN 978-957-262-835-5 |

內容是針對動畫版的「忍者學校入學篇」到「畢業考試篇」的劇情小說化，並且對一部分的劇情描寫進行變更與補充。

### 外傳作品
由平健史作畫的外傳作品《BORUTO-SAIKYO DASH GENERATIONS-最強狂奔世代》2017年4月於《最強Jump》連載、全4冊。
與《李洛克的青春全力忍傳》、《宇智波佐助的寫輪眼傳》同樣是搞笑風格的漫畫。劇情的進展與電視動畫平行。
| 集數 | 集英社 | 集英社        | 集英社                 | 東立出版社      | 東立出版社    | 東立出版社             |
| 集數 | 副標題 | 發售日期      | ISBN                   | 副標題          | 發售日期      | ISBN                   |
| ---- | ------ | ------------- | ---------------------- | --------------- | ------------- | ---------------------- |
| 1    |        | 2018年12月4日 | ISBN 978-4-08-881689-0 | 漩渦慕留人‼︎     | 2021年4月22日 | ISBN 978-957-26-4708-0 |
| 2    |        | 2019年6月4日  | ISBN 978-4-08-881858-0 | 佐助與慕留人‼︎   | 2022年8月4日  | ISBN 978-957-26-4709-7 |
| 3    |        | 2020年5月13日 | ISBN 978-4-08-882313-3 | 第七班VS第七班‼︎ | 2023年2月2日  | ISBN 978-957-26-7309-6 |
| 4    |        | 2021年6月4日  | ISBN 978-4-08-882692-9 | 鳴人與慕留人    | 2024年9月30日 | ISBN 978-957-26-7310-2 |

## 跨媒體製作

### 漫畫
《BORUTO-火影新世代-NARUTO NEXT GENERATIONS-》由小太刀右京(Vol.1–13)及岸本齊史(Vol.14–)創作劇本，並由池本幹雄作畫。於2016年5月9日在集英社的漫畫雜誌《週刊少年Jump》第23期發行；一直刊登到2019年6月10日出版的第28期，再轉入《V Jump》在7月20日發行的9月號中。原作作者岸本齊史目前負責這部漫畫的監製，這部漫畫由他的前任首席助理作畫，並由《火影忍者劇場版：慕留人》的聯合編劇創作劇本。為確保整個《火影忍者》系列不超過100本單行本，池本幹雄希望在30本單行本內完結《慕留人傳》。一部標題為《BORUTO-SAIKYO DASH GENERATIONS-最強狂奔世代》的外傳漫畫由平健史創作，並在《最強Jump》2017年三月期開始連載。碧日後來也發行了漫畫第一本單行本及英文配音的《火影忍者劇場版：慕留人》。

### 動畫

#### 電視動畫
2016年12月17日，在Jump Festa舉辦的「NARUTO X BORUTO」舞台活動中，宣布將改編為電視動畫，以會有大量原創劇情為特色。
電視動畫由Studio Pierrot製作，漫畫劇本小太刀右京擔任故事監修，阿部記之擔任總導演，山下宏幸擔任導演，上江洲誠擔任劇本統籌，西尾鐵也與鈴木博文擔任角色設計以及由音樂由高梨康治與刃-yaiba-負責。電視動畫於2017年4月5日在東京電視台播出。Viz Media獲得在北美地區的授權。因為《週刊少年Jump》的編輯認為東京電視台有適合年輕觀眾的時段，再次由Studio Pierrot與東京電視台製作動畫。為了宣傳動畫，Crunchyroll在2018年開始發佈動畫。從2017年11月1日開始發售DVD BOX。
2018年7月21日，在聖地牙哥國際漫畫展宣布，動畫的英語配音將從2018年9月29日開始在Adult Swim的Toonami區塊播出。

#### 原創動畫短片
CyberConnect2發行的遊戲《火影忍者疾風傳：終極風暴三部曲》附錄先前發佈的原創動畫，描述了慕留人所屬的第七班的任務過程。
| 順序 | 片名   | 公開日期      | 備註                                          |
| ---- | ------ | ------------- | --------------------------------------------- |
| 1    | 慕留人 | 2017年7月27日 | JUMP SPECIAL ANIME FESTA 2016上播映的短篇動畫 |

### 音樂
《BORUTO-火影新世代-NARUTO NEXT GENERATIONS- 原創原聲帶》，作曲者是負責《火影忍者疾風傳》配樂的高梨康治，目前出版2張。
| 張數 | 發售日        | 收錄曲數 | 規格產品編號 |
| ---- | ------------- | -------- | ------------ |
| 1    | 2017年6月28日 | 31       | SVWC-70274   |
| 2    | 2018年11月7日 | 27       | SVWC-70367   |

### 遊戲
已經有多款改編自該作品的遊戲，以萬代南夢宮發行為主。

#### 電子遊戲
目前有CyberConnect2開發，萬代南夢宮發行的《火影忍者疾風傳：終極風暴4 慕留人傳》以及Soleil開發，萬代南夢宮發行的《NARUTO TO BORUTO 新忍出擊》。
| 發行年份 | 發行日期 | 標題                                | 平台              | 製作廠商       | 發行廠商       | 類型     |
| -------- | -------- | ----------------------------------- | ----------------- | -------------- | -------------- | -------- |
| 2017年   | 1月24日  | 火影忍者 疾風傳：終極風暴4 慕留人傳 | PlayStation 4     | CyberConnect2  | 萬代南夢宮娛樂 | 動作遊戲 |
| 2017年   | 1月24日  | 火影忍者 疾風傳：終極風暴4 慕留人傳 | Xbox One          | CyberConnect2  | 萬代南夢宮娛樂 | 動作遊戲 |
| 2017年   | 1月24日  | 火影忍者 疾風傳：終極風暴4 慕留人傳 | Microsoft Windows | CyberConnect2  | 萬代南夢宮娛樂 | 動作遊戲 |
| 2017年   | 1月24日  | 火影忍者 疾風傳：終極風暴4 慕留人傳 | Nintendo Switch   | CyberConnect2  | 萬代南夢宮娛樂 | 動作遊戲 |
| 2017年   | 11月22日 | NARUTO X BORUTO 忍者熱鬪            | Android           | 萬代南夢宮娛樂 | 萬代南夢宮娛樂 | 動作遊戲 |
| 2017年   | 11月22日 | NARUTO X BORUTO 忍者熱鬪            | iOS               | 萬代南夢宮娛樂 | 萬代南夢宮娛樂 | 動作遊戲 |
| 2018年   | 8月30日  | NARUTO TO BORUTO 新忍出擊           | PlayStation 4     | Soleil         | 萬代南夢宮娛樂 | 動作遊戲 |
| 2018年   | 8月30日  | NARUTO TO BORUTO 新忍出擊           | Xbox One          | Soleil         | 萬代南夢宮娛樂 | 動作遊戲 |
| 2018年   | 8月30日  | NARUTO TO BORUTO 新忍出擊           | Microsoft Windows | Soleil         | 萬代南夢宮娛樂 | 動作遊戲 |
| 2020年   | 3月16日  | NARUTO X BORUTO 忍者TRIBES          | Android           | 萬代南夢宮娛樂 | 萬代南夢宮娛樂 | 動作遊戲 |
| 2020年   | 3月16日  | NARUTO X BORUTO 忍者TRIBES          | iOS               | 萬代南夢宮娛樂 | 萬代南夢宮娛樂 | 動作遊戲 |
| 2020年   | 3月16日  | NARUTO X BORUTO 忍者TRIBES          | enza              | 萬代南夢宮娛樂 | 萬代南夢宮娛樂 | 動作遊戲 |

#### 另類實境遊戲
| 名稱                                       | 類型         |
| ------------------------------------------ | ------------ |
| 慕留人與解謎之村 解術篇 被狙擊的木葉忍者村 | 真實解謎遊戲 |
| 慕留人與解謎之村 脫逃篇 被囚禁的火影鳴人   | 真實解謎遊戲 |

## 活動企畫
NARUTO×BORUTO 忍里（NARUTO×BORUTO 忍里）
NARUTO×BORUTO 富士 木葉忍者村（NARUTO×BORUTO 富士 木ノ葉隠れの里）
NARUTO to BORUTO THE LIVE 2019
2019臺中國際動漫博覽會「BORUTO慕留人」特展

## 評價

### 漫畫
這部漫畫在日本廣受歡迎，其合輯曾多次列入銷量排行榜。發行當週，第一集單行本便售出183413冊。截至2017年1月，單行本已售出超過100萬冊。2017到2018間，成為集英社暢銷漫畫第8名。其第一集單行本在北美也很暢銷；根據 ICv2，該系列漫畫在2017成為最暢銷系列漫畫第6名。2018秋季，《慕留人傳》在北美仍位居暢銷漫畫第4名。
《火影忍者》完結時，原作者岸本齊史曾對集英社表態：“對我而言《火影忍者》的故事已經完結，我已經不會再畫了，但若一定要畫下去的话，就一定找池本幹雄来主筆，不要讓其他人来畫”，並稱讚道“他的天分無可挑剔，畫功方面早已將我超越。”在一次訪談中，岸本提到，希望池本不要被原作束縛住，哪怕將《火影忍者》中的角色畫死也可以，別是無謂的死亡就行。但是，池本幹雄主筆的續作卻一直因畫風和內容與岸本齊史的原作極不協調而飽受詬病。
動畫新聞網（ANN）的Rebecca Silverman說儘管《慕留人傳》從未出現在《火影忍者》系列中，依舊不減她對該系列的喜愛。她稱讚作者對慕留人的焦慮沒弄得像怨天尤人的青少年，以及佐助決定收其為徒的過程。ANN的Amy McNulty評價該漫畫一樣能吸引《火影忍者》系列的粉絲，並補充巳月雖然只是個小角色，他的支線故事卻補足了他的背景。來自同一網站的Nik Freeman批評其相比他在《火影忍者》完結篇的介紹缺乏發展；Freeman還說鳴人跟慕留人在村里惡作劇不能相提並論。然而，Freeman喜歡巳月的背景故事，因為他覺得這沒讓他感到老調重彈。The Fandom Post的Chris Beveridge評價更差，不滿其太過專注在鳴人與慕留人間的矛盾以及重覆描述《火影忍者劇場版：慕留人》的內容，還批評其承接岸本齊史作品的成果；但他稱讚鳴人與佐助的關係以及對成年慕留人戰鬥場面的伏筆。
同一網站的Melina Dargis評論單行本第一冊，儘管看過《火影忍者劇場版：慕留人》，依然期待主角們未來的發展；她也很喜歡巳月的支線故事。Comic Book Bin的Leroy Douresseaux向《火影忍者》的老觀眾推薦該系列，解釋新作者如何成功在單行本第一冊中建立起主角們的人設。Dargis對該系列想表達的主題感到驚訝，她發現相比《火影忍者》，該系列為迎合當代觀眾而選擇親子與科技的議題。Douresseaux喜歡慕留人從單行本第二冊就開始的發展，因為這讓讀者更愛這個角色。The Fandom Post和Comic Book Bin指出慕留人的故事取得重大進展，因為它讓第一話閃現的未來變為可能，且新主角們與青的第一場死鬥沒有依賴上一代角色。至於更負面的評論，Manga News批評故事依賴鳴人與佐助來對抗反派「殼」組織，並希望接下來慕留人等人接下來的表現能更活躍。
川木的登場受到讚揚，不僅是對故事線的影響，還有與慕留人間如同以前鳴人與佐助那平行的對立關係。遊戲設計師松山洋讚揚川木的首次登場，包括他在劇情上的推動及參與的戰鬥橋段。

### 動畫
动画版亦受到Charapedia的日本本土读者的喜爱，2017年春季最佳新番票选結果第九名。曾有网友将原作《火影忍者》戏称为《博人他爸》、《博人他爸疾风传》，以此暗示《博人传》的火爆程度。IGN的Sam Stewart讚揚《博人傳》著重描繪新世代忍者及其與上一代的差異，也很喜歡大筒木舍人的回歸與瞳術。Stewart還稱讚奈良鹿代與李梅塔的角色塑造，覺得他們之間的友誼和意外的決鬥都很賞心悅目，並說《博人傳》每集都越來越好看。Crunchyroll的品牌經理Victoria Holden與IGN的Miranda Sanchez曾就《博人傳》能否在超越《火影忍者》的同時保留其精隨的問題進行討論。根據東京電視台，《博人傳》的獲利創下2018年第五名的佳績。Crunchyroll則報導2018年《博人傳》在多國創下收視佳績，尤其在亞洲。UK Anime Network基於《博人傳》展現出《火影忍者》所沒有的故事曲線而獲得超越前作的人氣，因而將其列入2019最佳動漫。
Geek.com的Tim Tomas拿《降世神通：科拉傳奇》與《博人傳》比較，因為它們在延續前作主題的同時又有所區別。Sarah Nelkin將《博人傳》比喻為輕快版本的《火影忍者》，但Amy McNulty讚揚第13集專注在從第1集就開始鋪墊的副線劇情，因為它的啟示讓整個系列變得更黑暗。Stewart同意McNulty，並評論道該系列已來到故事曲線的第一波高潮。反派的塑造也令評論家印象深刻。Polygon的Allega Frank提到在漫畫與動畫的開頭閃現成年博人與川木戰鬥的未來，川木暗示那時鳴人已經死亡，讓許多粉絲感到擔憂。該系列在東京動畫獎2017年百大最佳電視動畫中排行80。
評論家亦針對博人的角色塑造給出不同意見。Beveridge稱讚動畫的第一集，認為博人的描繪比在漫畫中更好；其他評論家則喜歡他那向觀眾傳遞正能量的英雄特質。評論家對於回歸角色宇智波佐助變得更關心女兒宇智波紗羅妲表示讚揚，並認為這對他們的角色發展大有幫助；同時也進一步擴展佐助、小櫻與紗羅妲這個宇智波家庭成員間的聯繫，這是基於他們之間的連結在動畫第二個故事曲線中的刻畫。